# دانمارك روندت 2017
دانمارك روندت 2017 (بالفرنسية: Tour du Danemark 2017)‏ هو سباق دراجات هوائية، وهو الموسم رقم 27 من نفس السباق، وأقيم خلال الفترة 12 سبتمبر 2017، وحتى 16 سبتمبر 2017، وامتدّ لمسافة 759.8 كيلومتر، وهو أحد سباقات طواف أوروبا للدراجات 2017، وقد شارك في السباق 126 متسابقاً ووصل إلى نهايته 110 متسابقاً.
فاز فيه بالمركز الأول مادس بيدرسن، وبالمركز الثاني مايكل فالغرين، وبالمركز الثالث كاسبر بيدرسين، والفريق الفائز في ترتيب الفرق Virtu Cycling 2017.

## الفرق
| فرق عالمية (3)- Astana - سنويب - Trek-Segafredo فرق قارية محترفة (7)- Bardiani CSF - Cofidis, Solutions Crédits - Direct Énergie - نوفو نورديسك 2017 ‏ - رومبوت تشارلز ‏ - سبورت فلاندرين بالويس 2017 ‏ - Wanty-Groupe Gobert فرق قارية (5)- بي إتش إس - بل بيتون بورنهولم ‏ - كولوكويك-كولت 2017 ‏ - Team Giant–Castelli ‏ - ريوال بلاتفورم 2017 ‏ - Team Waoo ‏ فريق وطني- فريق الدنمارك لركوب الدراجات للرجال 2017 ‏ |  |
| |  |

## المراحل
| قائمة المراحل | قائمة المراحل | قائمة المراحل             | قائمة المراحل  | قائمة المراحل | قائمة المراحل   | قائمة المراحل |
| المرحلة       | التاريخ       | الدورة                    |                | المسافة (كم)  | الفائز بالمرحلة | القائد العام  |
| ------------- | ------------- | ------------------------- | -------------- | ------------- | --------------- | ------------- |
| 1             | 12 سبتمبر     | فريدريكسبرغ – Kalundborg ‏ | مرحلة مستوية   | 176.6         | كاسبر بيدرسين   | كاسبر بيدرسين |
| 2             | 13 سبتمبر     | سفينبورغ – أودنسه         | مرحلة مستوية   | 183.8         |                 | كاسبر بيدرسين |
| 3             | 14 سبتمبر     | Otterup ‏ – فايله          | مرحلة جبلية    | 183.6         | مادس بيدرسن     | مادس بيدرسن   |
| 4             | 15 سبتمبر     | راندرس – راندرس           | فردي ضد الساعة | 17.8          | ماتياس براندل   | مادس بيدرسن   |
| 5             | 16 سبتمبر     | Ebeltoft ‏ – آرهوس         | مرحلة مستوية   | 198           | ماكس والشيد     | مادس بيدرسن   |

## النتيجة

### مرحلة 1
أجريت في 12 سبتمبر 2017، وامتدّت لمسافة 176.6 كيلومتر فاز بالمرحلة كاسبر بيدرسين، ومتصدر الترتيب العام في نهاية المرحلة كاسبر بيدرسين.
| التصنيف العام | التصنيف العام              | التصنيف العام | التصنيف العام               | التصنيف العام |        |
| الدراج        | الدراج                     | البلد         | الفريق                      | الوقت         | السرعة |
| ------------- | -------------------------- | ------------- | --------------------------- | ------------- | ------ |
| 1.            | كاسبر بيدرسين              | الدنمارك      | Giant-Castelli              | 4 س 07 د 37 ث |        |
| 2.            | ناصر بوهاني                | فرنسا         | كوفيديس                     | + 10 ث        |        |
| 3.            | فل بوهوس                   | ألمانيا       | سنويب                       | + 12 ث        |        |
| 4.            | كريستوف لابورت             | فرنسا         | كوفيديس                     | + 16 ث        |        |
| 5.            | توماس بودات                | فرنسا         | Direct Énergie              | + 16 ث        |        |
| 6.            | ماتي بريشيل                | الدنمارك      | أستانا                      | + 16 ث        |        |
| 7.            | Michael Carbel Svendgaard ‏ | الدنمارك      | Virtu Cycling               | + 16 ث        |        |
| 8.            | نيكولاي بروشنر             | الدنمارك      | Riwal Platform              | + 16 ث        |        |
| 9.            | يسبر أسيلمان               | هولندا        | Roompot-Nederlandse Loterij | + 16 ث        |        |
| 10.           | جون ديجينكولب              | ألمانيا       | تريك سيغافريدو              | + 16 ث        |        |

### مرحلة 2
أجريت في 13 سبتمبر 2017، وامتدّت لمسافة 183.8 كيلومتر فاز بالمرحلة متصدر الترتيب العام في نهاية المرحلة كاسبر بيدرسين.
| الدراج | الدراج | البلد | الفريق | الوقت | السرعة |  |

### مرحلة 3
أجريت في 14 سبتمبر 2017، وامتدّت لمسافة 183.6 كيلومتر فاز بالمرحلة مادس بيدرسن، ومتصدر الترتيب العام في نهاية المرحلة مادس بيدرسن.
| التصنيف العام | التصنيف العام     | التصنيف العام | التصنيف العام               | التصنيف العام |        |
| الدراج        | الدراج            | البلد         | الفريق                      | الوقت         | السرعة |
| ------------- | ----------------- | ------------- | --------------------------- | ------------- | ------ |
| 1.            | مادس بيدرسن       | الدنمارك      | تريك سيغافريدو              | 8 س 35 د 57 ث |        |
| 2.            | مايكل فالغرين     | الدنمارك      | أستانا                      | + 9 ث         |        |
| 3.            | Lennard Hofstede ‏ | هولندا        | سنويب                       | + 14 ث        |        |
| 4.            | راسموس جولدهامر   | الدنمارك      | Virtu Cycling               | + 18 ث        |        |
| 5.            | كاسبر بيدرسين     | الدنمارك      | Giant-Castelli              | + 19 ث        |        |
| 6.            | بيتر وينينج       | هولندا        | Roompot-Nederlandse Loterij | + 24 ث        |        |
| 7.            | Fabien Grellier ‏  | فرنسا         | Direct Énergie              | + 25 ث        |        |
| 8.            | Marco Minnaard ‏   | هولندا        | Wanty-Groupe Gobert         | + 26 ث        |        |
| 9.            | ألكسندر كامب      | الدنمارك      | Virtu Cycling               | + 30 ث        |        |
| 10.           | دريس فان جيستل    | بلجيكا        | Sport Vlaanderen-Baloise    | + 30 ث        |        |

### مرحلة 4
أجريت في 15 سبتمبر 2017، وامتدّت لمسافة 17.8 كيلومتر فاز بالمرحلة ماتياس براندل، ومتصدر الترتيب العام في نهاية المرحلة مادس بيدرسن.
| التصنيف العام | التصنيف العام       | التصنيف العام | التصنيف العام               | التصنيف العام |        |
| الدراج        | الدراج              | البلد         | الفريق                      | الوقت         | السرعة |
| ------------- | ------------------- | ------------- | --------------------------- | ------------- | ------ |
| 1.            | مادس بيدرسن         | الدنمارك      | تريك سيغافريدو              | 8 س 57 د 31 ث |        |
| 2.            | مايكل فالغرين       | الدنمارك      | أستانا                      | + 8 ث         |        |
| 3.            | كاسبر بيدرسين       | الدنمارك      | Giant-Castelli              | + 40 ث        |        |
| 4.            | راسموس جولدهامر     | الدنمارك      | Virtu Cycling               | + 54 ث        |        |
| 5.            | Lennard Hofstede ‏   | هولندا        | سنويب                       | + 1 د 10 ث    |        |
| 6.            | Torkil Veyhe ‏       | الدنمارك      | ColoQuick-Cult              | + 1 د 16 ث    |        |
| 7.            | بيتر وينينج         | هولندا        | Roompot-Nederlandse Loterij | + 1 د 19 ث    |        |
| 8.            | كريستوف لابورت      | فرنسا         | كوفيديس                     | + 1 د 20 ث    |        |
| 9.            | أسبيورن كراغ أندرسن | الدنمارك      | الدنمارك                    | + 1 د 30 ث    |        |
| 10.           | يوناس غريغارد       | الدنمارك      | Riwal Platform              | + 1 د 33 ث    |        |

### مرحلة 5
أجريت في 16 سبتمبر 2017، وامتدّت لمسافة 198 كيلومتر فاز بالمرحلة ماكس والشيد، ومتصدر الترتيب العام في نهاية المرحلة مادس بيدرسن.
| الدراج | الدراج | البلد | الفريق | الوقت | السرعة |  |

## التصنيف العام النهائي
| التصنيف العام | التصنيف العام       | التصنيف العام | التصنيف العام               | التصنيف العام  |        |
| الدراج        | الدراج              | البلد         | الفريق                      | الوقت          | السرعة |
| ------------- | ------------------- | ------------- | --------------------------- | -------------- | ------ |
| 1.            | مادس بيدرسن         | الدنمارك      | تريك سيغافريدو              | 13 س 41 د 35 ث |        |
| 2.            | مايكل فالغرين       | الدنمارك      | أستانا                      | + 15 ث         |        |
| 3.            | كاسبر بيدرسين       | الدنمارك      | Giant-Castelli              | + 46 ث         |        |
| 4.            | راسموس جولدهامر     | الدنمارك      | Virtu Cycling               | + 1 د 00 ث     |        |
| 5.            | Lennard Hofstede ‏   | هولندا        | سنويب                       | + 1 د 16 ث     |        |
| 6.            | Torkil Veyhe ‏       | الدنمارك      | ColoQuick-Cult              | + 1 د 23 ث     |        |
| 7.            | بيتر وينينج         | هولندا        | Roompot-Nederlandse Loterij | + 1 د 25 ث     |        |
| 8.            | كريستوف لابورت      | فرنسا         | كوفيديس                     | + 1 د 26 ث     |        |
| 9.            | أسبيورن كراغ أندرسن | الدنمارك      | الدنمارك                    | + 1 د 37 ث     |        |
| 10.           | يوناس غريغارد       | الدنمارك      | Riwal Platform              | + 1 د 39 ث     |        |

## وصلات خارجية
- الموقع الرسمي
- دانمارك روندت 2017 على موقع إحصائيات الدراجات الإحترافية (الإنجليزية)